# Washingtonville (Ohio)
Washingtonville – wieś w USA, w stanie Ohio, w hrabstwach Mahoning i Columbiana. Według danych z 2000 roku miejscowość miała 789 mieszkańców.